# 1578
| [ Edytuj tabelę ]              | |
| Król Polski                    | - 1575 Anna Jagiellonka 1587 - 1575 Stefan Batory 1586                                                                                               |
| Współksiążęta Andory           | - 1578 Miquel Jeroni Morell 1579 - 1572 Henryk IV Burbon 1610                                                                                        |
| Król Anglii                    | - 1558 Elżbieta I 1603 |
| Elektor Brandenburgii          | - 1571 Jan Jerzy 1598 |
| Książę Bawarii                 | - 1550 Albrecht V 1579 |
| Sułtan Brunei                  | - 1575 Saiful Rijal 1600 |
| Cesarz Chin                    | - 1572 Wanli 1620 |
| Król Czech                     | - 1576 Rudolf II Habsburg 1611 |
| Król Danii                     | - 1559 Fryderyk II 1588 |
| Dalajlama                      | - 1543 Sonam Gjaco 1588 |
| Cesarz Etiopii                 | - 1563 Sertse Dyngyl 1597 |
| Król Francji                   | - 1574 Henryk Walezy 1589 |
| Król Hiszpanii                 | - 1556 Filip II 1598 |
| Landgraf Hesji-Kassel          | - 1567 Wilhelm IV Mądry 1592 |
| Stadhouder Holandii            | - 1574 Wilhelm Orański 1584 |
| Szach Iranu                    | - 1577 Mohammad Chodabande 1587 |
| Państwo Wielkich Mogołów       | - 1556 Akbar 1605 |
| Cesarz Japonii                 | - 1557 Ōgimachi 1586 |
| Kalif                          | - 1574 Murad III 1595 |
| Patriarcha Konstantynopola     | - 1572 Jeremiasz II Tranos 1579 |
| Władca Korei                   | - 1567 Sŏnjo 1608 |
| Książę Kurlandii i Semigalii   | - 1561 Gotthard Kettler 1587 |
| Sułtan Maroka                  | - 1576 Abu Marwan Abd al-Malik I 1578 - 1578 Ahmad al-Mansur 1603                                                                                    |
| Senior Monako                  | - 1532 Honoriusz I 1581 |
| Król Nawarry                   | - 1572 Henryk III 1610 |
| Król Norwegii                  | - 1559 Fryderyk II 1588 |
| Sułtan Omanu                   | - 1560 Abd Allah ibn Muhammad 1624 |
| Elektor Palatynatu             | - 1576 Ludwik VI 1583 |
| Papież                         | - 1572 Grzegorz XIII 1585 |
| Książę Parmy i Piacenzy        | - 1556 Oktawiusz Farnese 1586 |
| Król Portugalii                | - 1557 Sebastian 1578 - 1578 Henryk I 1580 |
| Książę w Prusach               | - 1568 Albrecht Fryderyk 1618 - 1578 Jerzy Fryderyk (regent) 1603                                                                                    |
| Car Rosji                      | - 1547 Iwan IV Groźny 1584 |
| Cesarz Rzymski (niemiecki)     | - 1576 Rudolf II Habsburg 1612 |
| Kapitanowie Regenci San Marino | - 1577 Pier Matteo Belluzzi Vincenzo Giannini 1578 - 1578 Ippolito Gombertini Francesco Giannini 1578 - 1578 Liberio Gabrielli Ascanio Belluzzi 1579 |
| Elektor Saksonii               | - 1553 August Wettyn 1586 |
| Król Szkocji                   | - 1567 Jakub VI 1625 |
| Król Szwecji                   | - 1569 Jan III Waza 1592 |
| Król Tajlandii                 | - 1569 Maha Thammaracha Thirat 1590 |
| Sułtan Turków                  | - 1574 Murad III 1595 |
| Doża Wenecji                   | - 1577 Sebastiano Veniero 1578 - 1578 Nicolò da Ponte 1585                                                                                           |
| Król Węgier                    | - 1576 Rudolf II 1608 |

Rok 1578 / MDLXXVIII
stulecia: XV wiek ~
XVI wiek ~
XVII wiek

lata: 1568 «
1573 «
1574 «
1575 «
1576 «
1577 «
1578
» 1579
» 1580
» 1581
» 1582
» 1583
» 1588

## Wydarzenia w Polsce
- 12 stycznia – w Ujazdowie pod Warszawą, w przytomności Ich Królewskich Mości Stefana i Anny, wystawiona została po raz pierwszy Odprawa posłów greckich Jana Kochanowskiego; sztuka, napisana na zamówienie, uświetniła uroczystości weselne hetmana Jana Zamoyskiego i Krystyny Radziwiłłówny.
- 20 lutego – przed kościołem św. Anny w Warszawie w imieniu chorego umysłowo księcia Prus Albrechta Fryderyka sprawujący nad nim kuratelę Jerzy Fryderyk von Ansbach złożył hołd lenny królowi Stefanowi Batoremu.
- 3 marca – król Stefan Batory utworzył Trybunał Koronny w zamian za uzyskanie pieniędzy na wojsko. Trybunał stał się najwyższym sądem apelacyjnym. Podczas tego sejmu została także powołana ustawa o piechocie wybranieckiej.
- 16 czerwca – we Lwowie został ścięty kozacki watażka i przez krótki czas samozwańczy hospodar mołdawski Jan Podkowa, skazany na śmierć przez króla Stefana Batorego na stanowcze żądanie sułtana Murada III.
- 10 września – Biłgoraj uzyskał prawa miejskie.
- 15 października – wojna polsko-rosyjska: wojsko rosyjskie rozpoczęło oblężenie Wenden.

- Pierwszy indygenat w Polsce – przyznanie szlachectwa synom Stefana Batorego.
- Powstanie uniwersytetu w Wilnie.

## Wydarzenia na świecie
- 16 marca – król Francji Henryk III wydał patent na budowę Pont Neuf, najstarszego istniejącego mostu w Paryżu.
- 31 maja:
  - król Francji Henryk III wmurował kamień węgielny pod budowę najstarszego istniejącego paryskiego mostu Pont Neuf.
  - wyprawa 15 statków pod dowództwem Martina Frobishera wyruszyła z Anglii do Ameryki Północnej w celu znalezienia Przejścia Północno-Zachodniego.
- 4 sierpnia – wojna portugalsko-marokańska: Portugalczycy zostali pokonani w bitwie pod Alcácer-Quibir.
- 31 grudnia – król Henryk III ustanowił Order Świętego Ducha, najwyższe odznaczenie w królestwie Francji.

## Urodzili się
- 12 stycznia – Agnieszka Tęczyńska, polska zakonnica, fundatorka klasztoru karmelitańskiego w Czernej (zm. 1644)
- 23 stycznia – Bartolomeo Schedoni, włoski malarz i rytownik okresu wczesnego baroku (zm. 1615)
- 18 marca – Adam Elsheimer, niemiecki malarz i grafik późnego manieryzmu i wczesnego baroku (zm. 1610)
- 1 kwietnia – William Harvey, anatom i fizjolog (zm. 1657)
- 14 kwietnia – Filip III Habsburg, król Hiszpanii (zm. 1621)
- 9 lipca – Ferdynand II Habsburg, król Czech i Węgier (zm. 1637)
- 17 sierpnia – Francesco Albani, włoski malarz barokowy (zm. 1660)
- 4 listopada – Wolfgang Wilhelm Wittelsbach (Pfalz-Neuburg), hrabia palatyn i książę Palatynatu-Neuburg (zm. 1653)
- 8 listopada – Jacek Orfanell Prades, hiszpański dominikanin, misjonarz, męczennik, błogosławiony katolicki (zm. 1622)
- 2 grudnia – Agostino Agazzari, włoski kompozytor (zm. 1640)
- 14 grudnia – Jerzy Radziwiłł (kasztelan trocki), syn Mikołaja, wnuk Mikołaja Radziwiłła zwanego Rudym (zm. 1613)
- 20 grudnia – Henri de Mayenne, francuski arystokrata, najstarszy syn Karola Lotaryńskiego (zm. 1621)

- data dzienna nieznana: 
  - Jakub Bobola, podczaszy sandomierski, rycerz polski, fundator klasztorów jezuickich (zm. 1636)
  - Fede Galizia, włoska malarka barokowa (zm. 1630)
  - François Ravaillac, zabójca Henryka IV Burbona, króla Francji i Navarry (zm. 1610)
  - Fidelis Roy z Sigmaringen, kapucyn, męczennik, święty katolicki (zm. 1622)
  - Prokop Wiacki, jurodiwy, święty Rosyjskiego Kościoła Prawosławnego (zm. 1627)
  - Kasjan Sakowicz, działacz cerkiewny, teolog i pisarz polemista (zm. 1647)
  - Jan Sōan, święty Kościoła katolickiego (zm. 1597)
  - Dymitr Wejher, syn Ernesta, od 1626 kasztelan gdański (zm. 1628)
  - Krzysztof Kieżgajło Zawisza, marszałek wielki litewski od 1654, marszałek nadworny litewski od 1649, pisarz wielki litewski (zm. 1670)

## Zmarli
- 28 stycznia – Francisco Hernández de Toledo, hiszpański naturalista, lekarz, botanik i ornitolog (ur. ok. 1514)
- 4 sierpnia – Sebastian I Aviz, król Portugalii (ur. 1554)
- 4 sierpnia – Abu Marwan Abd al-Malik I, sułtan Maroka (ur. ?)

- data dzienna nieznana: 
  - Urszula Kochanowska, córka Jana Kochanowskiego (ur. 1575 lub 1576)
  - Jan Seklucjan, polski działacz reformacyjny (ur. pomiędzy 1510 i 1515)